# 棋書 (将棋)
棋書（きしょ）とは、将棋に関する書籍のことである。ジャンルとしては定跡集、棋譜集、詰将棋問題集、次の一手問題集等がある。

## 著名な書籍

### 江戸時代の書籍
本項では、江戸時代（1603年 - 1867年）に刊行された将棋についての書籍、あるいは同時代に筆写された写本をあつかう。内容は、将棋の定跡について述べたもの、対局の棋譜を集めたもの、詰将棋集などを含む。将棋の他には、中将棋・大将棋などの将棋類についての記述が含まれているものもある。主に幕府将棋所関係者の執筆したものを中心としている。
特に著名なのは、伊藤宗看・伊藤看寿兄弟の『将棋図巧』『将棋無双』の2つの詰将棋である。合わせて「詰むや詰まざるや百番」とも言われ、宗看が当時将棋盤に並べて「詰むや？詰まざるや？」（さあ、詰むでしょうか、詰まないでしょうか？）と弟子や知友に解かせた所ほとんど解けなかった為、江戸で評判になったという。当時の将棋名人は江戸幕府の禄を食んでいたために「献上図式」といって百番の詰将棋を献上していたが、既に「煙詰」などの長手数かつ趣向を凝らした詰将棋を完成させており、「献上図式」の中でも屈指の内容と言われる。昭和に成ってからも米長邦雄は『将棋図巧』『将棋無双』の重要性を力説し、「プロ四段になるためには必ず全問正解することが必要」（要約）と主張し、実際に羽生善治は6、7年かかって解き「あれをすべて自力で解ければ、理論が身につくこともあるが、それより難解な詰将棋200題を何年もかけて解く情熱とか熱意がプロになる原動力になる。自分も毎日毎日考えつづけて途中でもう嫌だと思って止めてしまい、全問正解まで6、7年もかかった。米長の言うプロ四段になるため全問正解が必要というのはそういうことだろう」（要約）と述べた、藤井聡太も小学生の頃から読んでいるという。
また定跡書としては大橋宗英の『将棋歩式』、福島順喜の『将棋絹篩』、天野宗歩の『将棋精選』を特に三大定跡書といい、『将棋精選』の掲載された「精選定跡」の一部は現在のプロ棋戦でも指されている手順である。例えば相掛かり、横歩取りはこの頃既に細かい手順が研究され、横歩取り後手2三歩戦法で飛車を捨てて先手優勢になる有名な手順は、既に載っている。また鳥刺しは香落ち下手定跡として掲載されている。
ここには挙げないが、阪田流向かい飛車や穴熊などの定跡を考えていた人が民間にすでに存在していたことも分かっている。
| 書籍名                  | 刊行年   | 刊行年   | 著者・編者                 | 内容                                                         |
| 書籍名                  | 和暦     | 西暦     | 著者・編者                 | 内容                                                         |
| ----------------------- | -------- | -------- | -------------------------- | ------------------------------------------------------------ |
| 象戯造物                | 慶長7    | 1602     | 大橋宗桂 (初代)            | 初代宗桂の詰将棋50番 現存する最古の詰将棋集                  |
| 象戯馬法并作物          | 元和2    | 1616     | 大橋宗桂 (初代)            | 『象戯造物』の増補再刊、詰将棋80番                           |
| 象戯図式 (将棋智実)     | 寛永13   | 1636     | 大橋宗古                   | 宗古の詰将棋100番                                            |
| 象戯作物 (将棋衆妙)     | 正保3    | 1646     | 大橋宗桂 (3代)             | 3代宗桂の詰将棋100番 献上図式として準備したが果たせず        |
| 象戯図式 (将棋駒競)     | 慶安2    | 1649     | 伊藤宗看 (初代)            | 初代宗看の詰将棋100番                                        |
| 仲古将棋記              | 承応2    | 1653     | 加藤盤齋                   | 最古の実戦集                                                 |
| 象戯鏡                  | 寛文3    | 1663     | 加藤盤齋                   | 実戦集、現存する最古の棋譜を収録                             |
| 中象戯圖式              | 寛文3    | 1663     | 伊藤宗看 (初代)            | 中将棋の詰め物集                                             |
| 象戯図式 (将棋手鑑)     | 寛文9    | 1669     | 大橋宗桂 (5代)             | 5代宗桂の詰将棋100番                                         |
| 諸象戯図式              | 元禄7    | 1694     | 西沢貞陳                   | 全4巻。1巻は各種将棋類の解説 2巻以降は詰将棋集(中将棋も含む) |
| 近来象戯記大全          | 元禄8    | 1695     | 青木善兵衛                 | 上中下3巻 『象戯鏡』に漏れた手合い集、詰将棋10番             |
| 作物象戯大矢数          | 元禄10   | 1697     | 无住僊良                   | 詰将棋集                                                     |
| 中象戯初心抄            | 元禄10   | 1697     |                            | 中将棋の指し方、詰め物                                       |
| 将棋指覚大成            | 元禄11   | 1698     | 西沢貞陳                   |                                                              |
| 象戯図式 (将棋勇略)     | 元禄13   | 1700     | 伊藤宗印 (2代)             | 2代宗印の詰将棋100番                                         |
| 術知象戯カ草宗桂指南抄  | 元禄16   | 1703     | 大橋宗桂 (初代) 西沢貞陳   | 『象戯造物』の増補再刊、詰将棋100番                          |
| 古今象戯評判            | 元禄16   | 1703     |                            | 『象戯鏡』に評をつけたもの                                   |
| 中将棊指南抄            | 元禄16   | 1703     |                            | 中将棋の指し方、詰め物                                       |
| 象戯洗濯作物集          | 宝永3    | 1706     | 洗濯周詠                   | 詰将棋集                                                     |
| 象戯綱目                | 宝永4    | 1707     | 赤懸敦庵                   | 全5巻。定跡1巻、実戦2巻、詰将棋2巻                           |
| 象戯亀鑑                | 正徳3    | 1713     | 山崎勾当                   | 実戦集                                                       |
| 象戯作物 (将棋養真図式) | 享保元   | 1716     | 大橋宗与 (3代)             | 3代宗与の詰将棋100番                                         |
| 象戯図彙考鑑            | 享保2    | 1717     | 原喜右衛門                 | 全6巻。序盤の駒組みの解説および実戦集                        |
| 象戯勇士鑑              | 享保14   | 1729     | 宥鏡                       | 詰将棋集                                                     |
| 象戯作物 (将棋無双)     | 享保19   | 1734     | 伊藤宗看 (3代)             | 3代宗看の詰将棋100番 『将棋図巧』と並び詰将棋集の最高峰      |
| 観手象戯経              | 寛保3    | 1743     | 鈴木玄将                   |                                                              |
| 中将棊作物              | 延享3    | 1746     | 伊藤宗看 (3代)             | 中将棋の詰め物集                                             |
| 将棋妙案                | 宝暦年間 | 宝暦年間 | 久留島喜内                 | 詰将棋100番                                                  |
| 橘仙貼璧                | 宝暦年間 | 宝暦年間 | 久留島喜内                 | 詰将棋集                                                     |
| 象戯秘曲集              | 宝暦2    | 1752     | 添田宗太夫                 | 詰将棋101番                                                  |
| 象戯図式 (将棋図巧)     | 宝暦5    | 1755     | 伊藤看寿                   | 看寿の詰将棋100番 『将棋無双』と並び詰将棋集の最高峰         |
| 将棋独稽古              | 宝暦8    | 1758     | 福島順喜                   | 定跡書                                                       |
| 象戯図式 (将棋大綱)     | 明和2    | 1765     | 大橋宗桂 (8代)             | 8代宗桂の詰将棋100番                                         |
| 広象棋譜                | 明和7    | 1770     | 荻生徂徠                   |                                                              |
| 中象戯補録集            | 安永7    | 1778     | 山形屋八郎右衛門           | 史上唯一の中将棋の実戦集                                     |
| 象棊攻格                | 天明5    | 1785     | 徳川家治                   | 将軍家治の詰将棋100番                                        |
| 象戯図式 (将棋舞玉)     | 天明6    | 1786     | 大橋宗桂 (9代)             | 9代宗桂の詰将棋100番 最後の献上図式                          |
| 将棋玉手箱              | 寛政2    | 1790     | 岡文器                     | 定跡、および民間の棋士の実戦集                               |
| 象戯指南車              | 寛政3    | 1791     | 永楽屋板                   | 定跡書                                                       |
| 象戯奇正図 (将棋玉図)   | 寛政4    | 1792     | 桑原君仲                   | 詰将棋100番                                                  |
| 唐山象棋譜              | 寛政8    | 1796     | 草加定環                   |                                                              |
| 将棋絹篩                | 文化元   | 1804     | 福島順喜                   | 江戸三大定跡書の一つ                                         |
| 将棋歩式                | 文化7    | 1810     | 大橋宗英                   | 江戸三大定跡書の一つ                                         |
| 将棋奇戦                | 文化8    | 1811     | 大橋宗英                   | 実戦集                                                       |
| 将棋粹金                | 文化9    | 1812     | 夢華道人                   | 実戦集                                                       |
| 将棋明玉                | 文化11   | 1814     | 大橋宗桂 (10代)            | 実戦集                                                       |
| 平手相懸定跡集          | 文化13   | 1816     | 大橋宗英                   | 相掛かりの定跡書                                             |
| 中将棊絹篩              | 文政元   | 1818     | 鶴峰戊申                   | 中将棋の指し方、詰め物                                       |
| 温故知新棊録            | 文政2    | 1819     | 服部因徹                   |                                                              |
| 将棋絶妙                | 文政6    | 1823     | 伊藤宗看 (6代)             | 実戦集                                                       |
| 象戯童翫集              | 文政11   | 1828     | 和中氏                     | 詰将棋集                                                     |
| 将棋精妙                | 天保3    | 1832     | 生島英造 田中幸次郎        | 実戦集                                                       |
| 将棋早指南              | 天保10   | 1839     | 大橋宗英 大橋柳雪 大橋宗珉 | 宗英の遺稿を弟子がまとめた定跡書                             |
| 将棋極妙                | 嘉永2    | 1849     | 桑原君仲                   | 詰将棋集                                                     |
| 将棋輝光                | 嘉永2    | 1849     | 大橋宗与 (7代)             | 実戦集                                                       |
| 将棋精選                | 嘉永6    | 1853     | 天野宗歩                   | 江戸三大定跡書の一つ                                         |
| 将棋精妙 (不成百番)     | 安政5    | 1858     | 伊藤宗印 (2代)             | 2代宗印の詰将棋100番 8代宗印による出版                       |
| 将棋手鑑                | 明治10   | 1877     | 伊藤宗印 (8代)             | 天野宗歩の実戦集                                             |
| 象棋六種之図式          | 不明     | 不明     | 不明                       | 各種将棋類の解説                                             |
| 象戯図式                | 不明     | 不明     | 不明                       | 筆写本。各種将棋類の解説                                     |
| 大橋家家元秘傳記        |          |          |                            | 大橋家秘伝の定跡書 大正期の大橋家断絶により公開              |
| 伊藤家将棋印可厳秘録    |          |          |                            | 伊藤家秘伝の定跡書 大正期の伊藤家断絶により公開              |
| 平手相懸集奥義          |          |          | 大橋柳雪                   | 大橋家秘伝の相掛かり定跡書                                   |

### 注解
- 『詰むや詰まざるや―将棋無双・将棋図巧』門脇芳雄編、平凡社東洋文庫、1975／平凡社ライブラリー、2020
- 『続詰むや詰まざるや―古典詰将棋の系譜』門脇芳雄編、平凡社東洋文庫、1978

### 明治以降の書籍
家元制度が衰退したため、明治時代は江戸時代の定跡書の復刻が主となったが、1893年（明治26年）には、江戸時代の対局を集めた、小菅剣之助 編『将棋名家手合（上巻・下巻）』が大倉書店から刊行され、1910年（明治43年）には明治初期の対局集として将棋『明治名家手合』（将棋新報社編輯部　関根金次郎他校訂、1983年と84年に、上下巻で再発）が大野萬歳館から刊行された。
1894年（明治27年）に、飯万島竜水、伊東洋二郎の稿で其中堂から出版された『新案定跡高等将棋秘訣』（坤と乾がある）という定跡書が刊行される。1909年（明治42年）に将棋新報社から関根金次郎十三世名人（当時八段準名人）の校閲で『獨習速成 将棋定跡解 全』が刊行。1917年には『将棋勝敗此の一手』などの戦法書を著した。土居市太郎名誉名人（当時八段）も1916年に『将棊秘訣 陣立くづし法』を刊行している。
1912年（明治45年）6月15日には坂田三吉が前田書店から棋書を二冊刊行。ひとつは共同執筆の『定跡詰物 將棋大全―一名獨習之友』で、駒落ち定跡と平手では腰掛銀に棒銀とその受け方や筋違い角、巻末に詰将棋が掲載。特に二枚落ちの銀多伝発祥に関する記述がある。もうひとつは『一手千金 将棋虎之巻―一名昇進の友』と題した書。坂田は大正時代に入ってからも、師の小林東白斎からの教えをまとめた『将棋秘手』（附・詰将棋、嵩山堂出版、大正3年(1914年)）を刊行。これは初心者の上達法として、阪田が定跡の必要性から始まり、小林から教わった定跡を語るという形式の定跡本である。
| 書籍名                           | 刊行年                | 刊行年 | 著者・編者                           | 出版社もしくは発行者・内容 |
| 書籍名                           | 和暦                  | 西暦   | 著者・編者                           | 出版社もしくは発行者・内容 |
| -------------------------------- | --------------------- | ------ | ------------------------------------ | --- |
| 將棊圖解 完                      | 明治5頃               | 1872頃 | 赤池賢齋                             | 三木書樓藏版 |
| 將棊精選 (上中下)                | 明治8                 | 1875   | 天野宗歩                             | 山静堂、原版主:山崎清七 序・見返し題:将棊精選新定跡 序:斎藤謙 嘉永6年序の後刷                                                    |
| 天野宗歩手合 將棊手鑑 上中下     | 明治10                | 1877   | 八代伊藤宗印                         | 山静堂 |
| 將棊貫珠 上下                    | 明治10                | 1877   | 河村古僊                             | 古僊の私費出版本で、作品50題を収め、土井格士が序文 河村古僊の駒文字を詠み込んだ和歌と源弘綱の跋がつく                            |
| 将棊絹篩 天地                    | 明治16                | 1883   | 福島順棊                             | 三木美記 江戸時代の三大定跡書の一つを出版                                                                                        |
| 將棊新報 合本 自第壱集 至第五集  | 明治16                | 1883   | 八代伊藤宗印                         | 山﨑清七 |
| 將棊智惠竸 上下                  | 明治17                | 1884   | 山﨑清七                             | |
| 將棊精選 (上中下)                | 明治18                | 1885   | 天野宗歩                             | 文光堂 山静堂で明治8年のを再刊                                                                                                   |
| 西洋將棊指南                     | 明治20                | 1887   | 諏訪三平                             | 井口松之助 日本で最初にチェスのルールを紹介した本                                                                                |
| 將棊圖解                         | 明治20頃              | 1887頃 | 赤池賢齋著                           | 文光堂藏版 |
| 將棊曲詰                         | 明治24(第2刻)         | 1891   | 濱島精三郎                           | |
| 將棊早指南                       | 明治24                | 1891   | 辻本九兵衛                           | |
| 将棊獨稽古                       | 明治24                | 1891   | 辻本九兵衛                           | 宝暦八年（1758年）に発行された定跡書の刊行                                                                                       |
| 名人遺跡 將棊獨案内              | 明治25                | 1892   | 長谷川關之助                         | 積德合書房 |
| 名人遺跡 將棊獨案内              | 明治25 ～明治30(10版) | 1892   | 長谷川關之助                         | 二書舘 |
| 名人遺跡 將棊獨案内              | 明治25 ～明治30(10版) | 1892   | 長谷川關之助                         | 求光閣書店 |
| 將棊獨學                         | 明治25                | 1892   | 伊東武左ヱ門                         | 小川寅松 |
| 三十日間將棊獨習新法             | 明治26                | 1893   | 濱島龍水                             | 三浦兼助 乾の巻は「将棋の起源」「将棋を学ぶ心得」「盤面符号の説明」「平手」～「６枚落定跡」などを収録 坤の巻は詰将棋25図等を収録 |
| 新發明川中島將棋譜               | 明治27                | 1894   | 岡田信一                             | 奎運堂 |
| 新按定跡高等將棊秘訣             | 明治27                | 1894   | 飯万島龍水                           | 其中堂と聚榮堂 2枚落の「銀多伝」定跡が記述されている最初の本。                                                                   |
| 三十日間將棊獨習新法             | 明治29                | 1896   | 濱島龍水                             | 聚榮堂 |
| 速成自在将棊獨稽古 全            | 明治29                | 1896   | 川原梶三郎                           | 矢島誠進堂書店 |
| 圍碁と將棊                       | 明治30                | 1897   | 大橋又太郎                           | 博文館 |
| 福翁百話                         | 明治30                | 1897   | 福澤諭吉                             | 時事新報社 第三十三章 「実学の必要」で触れる                                                                                     |
| 新案定跡詰手 將棊獨習自在        | 明治30                | 1897   | 岡崎真定                             | 松浦正作・名倉亀楠 |
| 新案定石圍碁獨習新法             | 明治31                | 1898   | 高濱寅三郎                           | 廣文堂 |
| 將棊絶妙 上下                    | 明治34                | 1901   | 六代伊藤宗看                         | 博文館 江戸時代の代表的な手合を集めた対局集                                                                                      |
| 將棊明玉 上下                    | 明治34                | 1901   | 十代大橋宗桂                         | 博文館 |
| 將棊粋金                         | 明治34                | 1901   | 大橋宗英                             | 博文館 |
| 將棊奇戰 上下                    | 明治34                | 1901   | 大橋宗英                             | 博文館 |
| 將棊極妙 上下                    | 明治34                | 1901   | 桑原君仲                             | 博文館 |
| 將棊妙手 上下                    | 明治34                | 1901   | 九代大橋宗桂                         | 博文館 |
| 將棊早學 上下                    | 明治34                | 1901   | 大橋宗桂                             | 博文館 |
| 將棊軌範 上下                    | 明治34                | 1901   | 大橋英俊                             | 博文館 |
| 將棊輝光 上下                    | 明治34                | 1901   | 大橋宗英                             | 博文館 嘉永元年(1848年)に九世名人六代大橋宗英没後に刊行した実戦集の復刻版。 大橋分家と七代大橋宗與がまとめる。                   |
| 將棊手鑑 上中下                  | 明治34                | 1901   | 八代伊藤宗印                         | 博文館 |
| 三週間 將棊獨學指南              | 明治34年              | 1901   | 高濱作藏                             | 田中宋榮堂・澤田幸助 |
| 將棊名家手合 上下                | 明治35年              | 1902   | 小菅釼之助                           | 大倉書店 11世名人伊藤宗印の実戦集                                                                                                |
| 新撰 將棋大綱                    | 明治36                | 1903   | 岩部元雄                             | 盛林堂 |
| 名人遺績 將棊精選                | 明治36                | 1903   | 今福晴二                             | 今福晴二 |
| 獨習自在將棊必勝大全 上中下      | 明治40                | 1907   | 伊藤綠亭                             | 青木嵩山堂 |
| 詰將棋百題 完                    | 明治40                | 1907   | 安藤豊次                             | 青木嵩山堂 附關根八段講評棋譜 |
| 初心手ほどき獨案内 將棊新定跡    | 明治40                | 1907   | 太田忠翁                             | 飛角堂 |
| 獨習速成將棋定跡解               | 明治42                | 1909   | 將棊新報社編輯部                     | 大野萬歳館 |
| 將棋手ほどき                     | 明治42                | 1909   | 將棊新報社編輯部                     | 大野萬歳館 |
| 將棋叢書 將棋精選新定跡          | 明治42                | 1909   | 將棊新報社編輯部                     | 大野萬歳館 |
| 將棊定跡講義                     | 明治42                | 1909   | 將棊新報社編輯部                     | 吉川弘文館および大野萬歳館 |
| 将棋叢書 將棋手鑑                | 明治42                | 1909   | 將棊新報社編輯部                     | 大野萬歳館 |
| 新撰詰手將棊活法 全              | 明治43                | 1910   | 阪田三吉                             | 名倉昭文館 |
| 将棋叢書 將棋圖巧 詰将棋百番     | 明治43                | 1910   | 將棋新報社編輯部                     | 吉川弘文館および大野萬歳館 |
| 将棋叢書 御城將棋                | 明治43                | 1910   | 將棋新報社編輯部                     | 吉川弘文館 |
| 将棋叢書 將棋歩式                | 明治43                | 1910   | 將棋新報社編輯部                     | 大野萬歳館 附録御城将棋補遺 |
| 将棋 明治名家手合                | 明治43                | 1910   | 將棋新報社編輯部                     | 大野萬歳館 |
| 将棋叢書 將棋絹篩 将棋獨稽古合巻 | 明治43                | 1910   | 將棋新報社編輯部                     | 吉川弘文館および大野萬歳館 |
| 新撰詰将棊百番                   | 明治43                | 1910   | 須藤三重郎                           | 博文館 |
| 將棊精妙 上下                    | 明治44                | 1911   | 大橋英俊                             | 三盛堂 |
| 定跡詰物將棋大全                 | 明治45                | 1912   | 田中巴凌・阪田三吉・將棋雑誌社編輯部 | 前田文進堂 |
| 一手千金將棋虎之巻               | 明治45                | 1912   | 阪田三吉                             | 前田文進堂 |
| 高段名手將棋草薙之巻             | 明治45                | 1912   | 阪田三吉                             | 前田文進堂 |
| 名人詰將棋百番                   | 大正元                | 1912   | 將棊新報社編輯部                     | 大野萬歳館 |

大正時代には関東大震災の後、野田圭甫などの棋書を売るのを目的とする、都内縁日に将棋の講釈師が出現。野田は「可章馬研究会」を主宰する将棋指しで、代表作の鬼殺し (将棋)解説書『可章馬奇襲全書―新変・鞍馬八流』は大正十五年の発行、農商務省に登録番号第135709号で登録されている。 同じく東京で荻野浩吉（荻野龍石）は東京将棋速成会を組織し『詰将棋虎の巻』『詰将棋絶妙集』といった露店販売用の棋書を刊行、定跡や詰将棋の講釈をしてこうした出版物を露店で取り扱った。仲間には真剣師とされる堀内宗善という人物もおり、定跡の講義のかたわら棋書を売っていた。その後、客足を止めさせる目的もあり、棋書講釈の他に詰将棋の出題を試みて好評を博してから、彼らは詰将棋で人を集めて棋書を売るという手段を考え、大道詰将棋へと発展する。
そして昭和に入り、1928年（昭和3年）に十四世名人木村義雄の将棋定跡書『将棋大観』が出たのが、近代の棋書の始まりである。木村の回想によれば、当時の将棋ファンから「将棋の本というのは分かりにくい、実際対局を出来るまでになるのは容易ではない」と言われ、「分かりやすいこと、出来るだけ親切に面白く学べること」をモットーに執筆し、好評を得たという。木村以前の定跡書はただ指し手が書いてあり、最後に「これで先手よし」などと書いてあるだけのものであったが、木村は1手1手の指し手の解説を細かく行った最初の人である。この定跡を特に「大観定跡」といい、現在でも駒落ち将棋の基本定跡になっている。
その後も1936年（昭和11年）に古棋書研究者松井雪山の『將棋精觀』、1937年（昭和12年）には花田長太郎の『將棋の急所』シリーズが登場する。
昭和戦後は大量の棋書が出版された。また雑誌においても、1946年に鶴田諸兄が刊行した『紳棋会報』が前身となり、1950年には『詰将棋パラダイス』が創刊。以後何度かの休刊を経て、通算650号を超える詰将棋の老舗雑誌となっている。
昭和期1980年代までの棋書で名著としては、加藤治郎『将棋は歩から』・『将棋の公式』や、米長邦雄『米長の将棋』・加藤一二三「初段を目指す将棋シリーズ」や『逆転の将棋』などがあるが、加藤の著書『一二三の玉手箱』（光文社知恵の森文庫、2019年）によると、加藤の『逆転～』は、自分の自戦記を解説した初めての定跡書で好評を得たという。加藤は棋譜をモーツァルトの演奏にたとえ、「芸術は解説がないと分かりにくい。将棋も芸術なのだから棋譜の解説も重要だ」と述べている。友人の米長の本も加藤と同じ自戦記定跡解説形式である。
早くに観戦記者としても活動した加藤治郎の著『将棋は歩から』は、1970年に東京書店から上・中・下巻の3巻で刊行される。それまで加藤は連盟機関紙『将棋世界』で連載していた「歩の使用法」を1949年に旧版『将棋は歩から スピード上達法』を唯人社から、1956年には小型サイズの『将棋・歩の道場』を大阪屋號書店（1972年に集文館から再販）から出版。加藤は1969年からは日本経済新聞に「新講・将棋は歩から」を連載していた。『将棋は歩から』はそれら過去の書で割愛した分も解説に加えたほか、大半の棋譜を当時の最新版に取り替える、そして歩の手筋で名称が無いものにも名づけている。例えば焦点の歩やダンスの歩、連打の歩などは、加藤に命名されている。1982年には箱入り豪華本で『愛蔵版 将棋は歩から』（上・中・下巻）が出版され、1990年に価格改定、1992年には再版される。2011年には森雞二と羽生善治によって全面改訂された『新 将棋は歩から』が発行された。
のち手筋集について著名なものには、1995年に桐谷広人『手筋の集大成　歩の玉手箱』（2003年、MYCOM将棋文庫で文庫化）が刊行。その後も手筋集は1997年に田丸昇『小駒の必勝テクニック』、2003年から2004年にかけては羽生善治『羽生の法則』（Volume1 歩の手筋、Volume2 金銀の手筋、木屋太二協力，2011年、将棋連盟文庫で文庫化）、2005年に週刊将棋編集部『すぐに使える将棋の手筋』（上下巻）などが刊行されていく。
加藤治郎は1954年に『平手将棋必勝法』を刊行。これは湯川弘文社から刊行していた現代将棋大全集（顧問木村義雄、監修升田幸三）のシリーズのようで、駒組の原理や定跡の変遷から、飛先交換相腰掛銀、ガッチャン銀戦法、急戦矢倉などを掲載。その後加藤は当時のNHK将棋講座で初心者コーナーを担当し、そのテキストを基に刊行したのが『将棋の公式』（東京書店、1967年、復刻2001年）である。将棋の「公式」として、大型公式を将棋を指す時に考え方の根幹となるもの、中型公式を形勢判断の材料となるもの、小型公式をある局面で部分的に使えるテクニックと分類。大型公式はさらに数の公式、捌きの公式、位取りの公式、陽動の公式、死角を衝く公式、焦土の公式（例えば棒玉戦法）などに、中型は成りの公式、各個撃破の公式、手得の公式、駒得の公式、良形と悪形の公式とに分類。そして本書では駒落ち戦に関する公式と、平手戦に関する公式を示している。
夭逝した山田道美は若手のころの1957年から晩年の1967年に至るまでの10年に渡り、将棋雑誌『近代将棋』で連載を任される。連載のテーマは序盤作戦に精通し「序盤の金子」とも称された師匠の金子金五郎に倣ったもので、序盤研究の発表や定跡講座の連載などはこれ以降珍しいことではないのであるが、山田が開始した当時は実戦記や観戦記、簡単な戦法の解説以外はないので、この雑誌連載の定跡講座が初である。
山田は「近代戦法の実戦研究」と銘打って戦型別に最新の実戦研究を連載し、多くの研究手順や新手法が紹介される。「振り飛車の再認識」、「続・振り飛車の再認識」で、大野源一の三間飛車や大山康晴の四間飛車対策をメインに研究を誌上で発表、連載は「四間飛車新対策の功罪」「四間飛車の研究」などと長期にわたり続き、棋士たちまでが多く愛読したことも知られる。当時研究とは自分一人だけでのことで、その成果は自分だけにするのが普通であったため、連載の内容は本来棋士にとって機密事項ともいえる情報であり、それを惜しみなく公表している状態は得策ではないと、あまり自身の研究を外部に正直に発表するのことはやめるよう忠告した人もいたという。しかし、この山田が続けた連載により、山田が呼んでいた▲4六銀対策、▲3七銀対策などが山田定跡や4六銀左戦法、対振り飛車用棒銀へと結実し、四間飛車対策は飛躍的に進歩を遂げる。そして、連載の成果である代表作のひとつ『現代将棋の急所』（1969年に文藝春秋刊、1990年に復刻）が刊行される。当時最新の相矢倉戦や山田定跡などが元となっており、当時四段であった野本虎次が加藤一二三相手に本書通りの局面となったことで一手ずつ本を読みながら指して勝利したというエピソードもある。
こうして山田が多くの著作を残して亡くなって10年後、1980年から1981年にかけて、中原誠の編集により『山田道美将棋著作集』全8巻が大修館書店から出版された。
また筑摩書房から1978年から1980年にかけて、1世名人初代大橋宗桂から木村義雄十四世名人までの代表棋譜をとりあげた「日本将棋大系」全15巻と別冊3巻が刊行される。
1978年には他に東京大学将棋部が実戦的格言集『東大式将棋必勝法』（ゴマブックス）を刊行。以降、東大将棋部からも棋書がいくつか刊行されることとなる。
加藤一二三も山田同様に1970年から10年間かけて、大泉書店から戦法書として初段をめざす将棋シリーズと加藤のプロ将棋シリーズを刊行。初段をめざす将棋シリーズでは『将棋の初歩入門』、『振飛車破り』（対中飛車の3八飛戦法、四間飛車の5七銀右、三間飛車の4五歩早仕掛け、対向かい飛車ほか）『続振飛車破り』（加藤流袖飛車や4六金戦法など）『力戦振飛車』（中飛車：5五歩交換型と5筋位取り中飛車、石田流早石田、ツノ銀中飛車対4五歩早仕掛けなど）『矢倉の戦い』（矢倉3七桂・総矢倉、矢倉3七銀、端攻め、金矢倉対銀矢倉など）『中終盤の戦い』（急戦矢倉、矢倉端攻め、振り飛車に継ぎ歩攻め、次の一手など）『棒銀の戦い』を、加藤のプロ将棋シリーズでは『プロの三間飛車破り』（三歩突き捨て戦法などと、一部向かい飛車破りも）『プロの四間飛車破り』（棒銀、矢倉棒銀、居飛車穴熊など）『プロの中飛車破り』（加藤流袖飛車など）『プロの矢倉3七桂』（スズメ刺し、対△7五歩交換型他）『プロの矢倉3七銀』（矢倉3七銀の基本、▲3七銀1五歩型など）を出版していく。
こうしたシリーズとして発行する手法は1960年代から始まり、基本手筋や基本戦術・戦法、寄せ必死と詰将棋、手筋集、格言集の他、駒落や奇襲・特殊戦法からハメ手まで網羅している。　例えば日東書院からは松田茂行の「将棋上達全書」や佐藤大五郎の「新将棋全書」、芹澤博文の北村昌男の佐藤庄平らで北辰堂「王将ブックス」、高橋書店から「芹沢将棋教室」、金園社から「将棋初級講座」や「将棋上達シリーズ」、弘文社から升田九段の「将棋シリーズ」などが刊行され、1970年代も東京書店から「将棋初心者講座」や「よくわかるシリーズ」「将棋講座シリーズ」、平凡社から「大山の将棋読本」、池田書店から「大山十五世名人の将棋シリーズ」、西東社から「将棋シリーズ」、KKベストセラーズから「ヘボ将棋に強い」シリーズ」、昭文社から「米長八段の将棋教室／棋王米長の将棋教室（ミニミニブックシリーズ）」、永岡書店から「将棋入門シリーズ」、大泉書店から「升田の将棋指南シリーズ」、枻出版社から「将讃ブックス」などが刊行されていく。
1980年に刊行の『米長の将棋』（全6巻）は米長邦雄が1970年代末ごろまでの自身の実践譜を解説。居飛車対振飛車の対抗型戦や矢倉戦法、ひねり飛車・横歩取り、棒銀・腰掛銀から奇襲戦法までを網羅。実戦集は1970年代にはいり、大修館書店から『名人木村義雄実戦集』が、池田書店からは大山康晴の「大山・快勝シリーズ」と中原誠の「中原の将棋シリーズ」が刊行されていた。『米長の将棋』はその後もMYCOM将棋文庫から文庫版が、2013年には日本将棋連盟・マイナビから完全版が復刻出版されている。
70年代から80年代にかけて、大内延介が振り飛車で穴熊を用いて台頭。70年代半ばからは田中寅彦らの研究グループらにより居飛車穴熊が戦法として登場。また左美濃囲いが振り飛車対策として活用され、この2つの囲い・戦法が、これまで対振り飛車戦型で主流となっていた居飛車舟囲い急戦から取って代わることになる。そして、大学生が参加する時間の短い学生将棋で、相居飛車戦の矢倉とともに振り飛車と居飛車の対抗戦で穴熊将棋、相穴熊戦が多く活用されていく。こうして1983年には、当時学生将棋最強を誇った早稲田大学将棋部が『史上最強!ワセダ将棋』（講談社、表紙の絵は小島功）を刊行。前述の『東大式～』と同じく1編について小見出しが格言となっており、見開き2頁で1編の講座で構成し、特に穴熊戦独特の指回しや手筋などといった対局に勝つためのテクニックを実践譜をもとに網羅した内容となっている。
1985年に、加藤治郎は木村義徳と真部一男とともに、大修館書店からそれまでの将棋の戦法を分類して総ページ数1000ページ超にわたる『将棋戦法大事典』を刊行。相懸など居飛車編は加藤、矢倉編は木村、振飛車編は真部が担当した。内容は基本定跡と基本手筋のほか、実戦の手順引用を多くした解説となっている。居飛車編は現在の棋書には載っていない旧型の相掛かり戦法（相浮き飛車、5筋歩対抗、新旧対抗など6種）腰掛銀（ガッチャン銀など相掛かり型、木村定跡など角換わりなど24種）鎖鎌銀（6種）筋違い角（8種）横歩取り（相居飛車や対中飛車など4種）縦歩取り（ひねり飛車や純粋縦歩取りなど10種）棒銀（角換わり型や原始棒銀など8種）角換わり早繰り銀、5七角戦法（2種）、3三金戦法、袖飛車戦法、2四歩先攻戦法（5手爆弾）、角頭歩突き戦法（3種）、鬼殺し、金開き、居飛車穴熊（対中飛車、対四間飛車、対三間飛車の3種）で、また、凹凸戦（一方が5筋の位を取った居飛車戦）や7三玉型の珍玉戦法などが掲載。振り飛車編は角道を止めるノーマル振り飛車を中心に、居飛車側の戦法別にも分類して中飛車（平目や原始中飛車もあって8種）四間飛車（居飛車対策別に6種）三間飛車（石田流や7筋位取りもあって8種）向かい飛車（升田式や阪田流向かい飛車、△3二金型の3種）相振り飛車（6種）振り飛車穴熊（中飛車、四間飛車、三間飛車の3種）が掲載。矢倉編は急戦矢倉から飛車先不突矢倉まで7種が掲載された。
同時期、1984年に週刊将棋が創刊。同紙を基礎に週将ブックスシリーズが発足。特に定跡書として、定跡百科シリーズ全11巻、四間飛車（1と2）、三間飛車、中飛車、穴熊、横歩取り（1と2）、相掛かり（1と2）、角換わり、矢倉の各ガイドが刊行。また定跡ワークブック全8巻、基本定跡から、穴熊、横歩取り、角換わり、三間飛車、相掛かりマスター、中飛車、矢倉の各マスターブックといった、当時棋戦で多く指されていた戦法の各定跡の解説書を刊行している。
80年代からは振り飛車は大山の他に森安秀光が「だるま流」と称された独特の指回しで台頭していた。森安は1982年度の棋王戦からタイトル戦に次々と登場し、1983年後期には棋聖位を獲得。翌年1983年度には棋聖戦の防衛戦の他に名人戦と王座戦にも挑戦者として登場するが、いずれも振り飛車、特に四間飛車を用いた戦いを見せる。大山や森安らの四間飛車は、特に山田や加藤らが示したかつての振り飛車破り急戦策には高い勝率を誇った。またアマチュア将棋界で四間飛車の使い手として知られた櫛田陽一が奨励会員を経て棋士になると、四間飛車で好成績をあげた。
同時期に、かつて山田道美の主宰する山田教室に通った青野照市はその後、急戦振り飛車破りの第一人者となるが、『将棋世界』1984年4月号から「現代に生きる山田流―後手でも指せる速攻作戦」と題した先手番▲7八銀型四間飛車破りの連載を開始する。棋士になって以降も山田定跡などの5七銀左型急戦をベースに3八飛戦法での速攻作戦を考案し実戦で試み続けており、この連載で作戦の定跡化を図る。それが鷺宮定跡で、この連載をもとに『必勝！鷺宮定跡』(1986年)、『新・鷺宮定跡』(1997年)、『青野照市のノックアウト四間飛車』(2002年)、『鷺宮定跡～歴史と最先端』（2005年）など、詳細な解説書を刊行し続ける。特に前記の3棋書では従来の急戦振り飛車破りの棋書で、定番である先手居飛車対後手番振り飛車だけでなく、先手番四間飛車の場合も書かれており、さらに他の棋書と違い、意図的に居飛車が良くなる順の変化のみではない解説方法を用いている。また青野の場合は▲6七銀型四間飛車に対する△6四銀左（4六銀左戦法）もセットで広義の鷺宮定跡として解説。これらの策がその後しばらく四間飛車党を中心に苦戦を強いることとなる。前述の森安のタイトル戦も、82年の振り飛車破りに位取りや居飛車穴熊など持久戦策を用いられた棋王戦や棋聖戦は順調であったが、自身の四間飛車対策に舟囲い急戦、例えば名人戦では谷川浩司が用いた6七銀（△4三銀）型四間飛車対4六銀左戦法には△3二飛▲3五歩からの▲3四歩△同歩▲3八飛の速攻、7八銀（△3二銀）＋5六歩（△5四歩）型四間飛車には山田定跡の端角、棋聖戦の防衛戦では7八銀型には米長邦雄が用いた舟囲いDXから鷺宮定跡、王座戦では6七銀型に4六銀左戦法で△3二飛▲3五歩△4二角と工夫したが、中原誠が用いた居飛車側が銀将を組み替える3五歩-3六銀（△7五歩-7四銀）型といった、従来の斜め棒銀から工夫を加えた速攻策に苦しむこととなった。
青野はその後『将棋世界』で先手番四間飛車の急戦破りを発表した後に、今度は先手番三間飛車の急戦破りについて連載を開始し、それを『先手三間飛車破り』（1988年）として刊行。これによって山田から試みられた居飛車舟囲い急戦についての研究成果が、1990年代初頭までに出そろうこととなった。
1989年には将棋ペンクラブ大賞が発足。観戦記などの文章が受賞の中心であるが、棋書も同賞をいくつか受賞している。
平成に入ってからは羽生善治『羽生の頭脳』が名著として名高い。 1992年から1994年にかけて、全10巻が刊行された本書は、刊行当時までに有名な主だった重要戦型の最新定跡を網羅し、それをわかりやすく解説することをシリーズのテーマとして、それまでの戦法の基本的な定跡と著者の研究を詳しく述べていった。のちに文庫版としても刊行されるが、「羽生の結論」と題して、その定跡の手順について検討を重ね、そして章の最初ページに有利か不利か優劣不明か、先にはっきりと判定し記述している。また各巻で戦型に対する実践編を掲載し、解説を加えている。
1巻から4巻までは対抗形を解説。1巻から3巻までは山田や加藤、青野らが研究を重ねた居飛車舟囲い急戦で、1巻と2巻が四間飛車破り（文庫版での1巻）で、1巻が先手4六銀（右銀）戦法（後手4三銀型、後手5二金左型）、先手4六銀（左銀）戦法（後手6四歩型に▲3四歩△同銀▲3八飛、後手6四歩型に先に▲2四歩突き捨て策　ほか）、鷺宮定跡（後手６四歩型に先手３八飛型、後手1二香に先手3八飛～先手6六歩型）、先手4五歩早仕掛け（▲2四歩突き捨てに後手の応手2四同歩型、後手２四同角型　ほか）、2巻が四間飛車破り Part2と題して、鷺宮定跡の新変化、棒銀戦法、後手の急戦策（1．△6四銀（右銀）戦法、２．棒銀戦法、３．△6四銀（左銀）戦法、４．△6五歩早仕掛け、５．鷺宮定跡）、3巻が中飛車・三間飛車破りで、対三間飛車が急戦・三間飛車破り（先手３七桂早仕掛け、先手３五歩早仕掛け）と急戦・先手三間飛車破り（先手三間飛車VS後手７三桂早仕掛け、先手三間飛車VS後手７五歩早仕掛け　ほか）といった上記山田や青野が試みていた急戦研究と、対中飛車が急戦・中飛車破りその１とその２（先手３八飛戦法　中飛車側の対策、先手4六金戦法　ほか）で、当時のテーマである振り飛車に居飛車舟囲い急戦策の定跡が有効なのか、後手番でも成立するのかを解説。
4巻からは居飛車穴熊と左美濃で、居飛車穴熊のVS三間飛車（対石田流、対▲４五歩位取り、対▲６七銀型）、VS四間飛車（対▲５六銀型四間飛車、対▲５六歩型四間飛車、対四間飛車の△４五歩挑戦型）、VS中飛車（対▲４六銀型中飛車、対風車戦法）、VS向い飛車（穴熊に組む展開、穴熊を捨てる展開）と、左美濃のVS三間飛車（△７三銀型左美濃VS先手三間飛車、四枚美濃VS先手三間飛車）、VS四間飛車（左美濃・▲４六銀戦法、四枚美濃VS先手四間飛車）を取り上げている。文庫では3巻とあわせて 2巻に当たる。
5巻以降は相居飛車戦の解説。5巻と6巻では相矢倉戦について（文庫版での3巻）で、5巻では、最強矢倉・後手急戦と3七銀戦法と題して、超急戦・序盤の常識：先手３五歩戦法、先手矢倉3七銀戦法・後手4三金型、先手3七銀戦法・後手6四角の攻防、先手3七銀戦法・先手6八角定跡など、6巻では最強矢倉・森下システムと題して、刊行当時最新となった先手3七銀戦法や、森下システムに対するVS雀刺し、VS後手７三銀、VS後手６四角、さらに刊行時最新の森下システムを取り上げている。7巻は角換わり最前線と題して、当時流行していた角換わりを、棒銀（後手７三銀型、後手１四歩型に分類 と、後手棒銀：後手３二金型、後手３二玉型ほか）と、腰掛け銀（腰掛け銀の常識：腰掛け銀の入口、後手４三歩型、受けに回る３四銀、後手７三歩型 と同形腰掛け銀：コースの入口、同形腰掛け銀の常識ほか）に分類して解説。8巻はヒネリ飛車で、最新の先手9六歩型、先手1六歩型のほか、相掛かり3七銀戦法や相掛かり型腰掛銀などを網羅。文庫ではあわせて4巻に当たる。9巻と10巻が横歩取り戦法の古典型から最新型までの検討（文庫版での5巻）で、横歩取り後手２三歩型（２三歩型、決断の先手３二飛成、見直された先手３六飛）、相横歩取り戦法（急戦定跡、持久戦定跡）などから横歩取り4五角、横歩取り3三桂、横歩取り3三角の3つについて解説していた。
同時期、鈴木輝彦が自身が担当していたNHK将棋講座（1991年4月～1992年3月）をもとに、『将棋戦法小辞典』（1992年、木本書店）『続・将棋戦法小事典』（1994年、同）を刊行。全戦法の基本組み方・戦い方をマスターさせることを目的に全334ページの13章構成で、局面図も見開きに7、8枚掲載し、『～小辞典』は前半が第1章 四間飛車（▲7八銀型、▲6七銀型、居飛車位取りとその対策、居飛車左美濃とその対策）、第2章 中飛車、第3章 三間飛車、第4章 向かい飛車・相振り飛車、第5章 穴熊（振飛車穴熊、居飛車穴熊）と、各振り飛車とその振り飛車破りを、後半は第6章 矢倉（24手組から、雀刺し、四手角、飛車先不突矢倉）、第7章 棒銀（原始棒銀、角換わり棒銀）・早繰り銀、第8章 腰掛け銀（木村定跡、右玉、飛車先保留腰掛銀）、第9章 相掛かり（ガッチャン銀、鎖鎌銀）、第10章 ヒネリ飛車（対棒金、凧金）、第11章 横歩取り（△2三歩型、△4五角、相横歩取り、△3三角型、△3三桂型）と、相居飛車の戦型。残りは第12章 ハメ手（鬼殺し、角頭歩戦法、アヒル戦法、筋違い角、早石田封じ）、第13章 常識のウソとなっているが、取り上げられている戦型は『羽生の頭脳』と類似したものとなっている。『続・～小辞典』は第1章から第11章までは前巻と同じであるが、ただし四間飛車では対△5三銀右、対右四間飛車が追加、中飛車では△5三金対策、棒銀対策、5筋位取り中飛車、ヒラメがとりあげられ、三間飛車では早仕掛け対策、玉頭位取り対策、棒金対策、矢倉が森下システム、▲3七銀、矢倉中飛車で、そして第7章は棒銀で角換わり棒銀のみ、相掛かりは飛車先交換型腰掛銀、▲3七銀、▲3七桂、中原囲い型となり、横歩取りは相横歩取り、△3三角型、△3三桂型の追加変化となっている。第12章が雁木、第13章が諸種の戦法（カニカニ銀、後手居玉棒銀、塚田スペシャルなど）となっている。『続・～』からは前巻に比べビッシリ細かい記載となっており、1ページに占める変化手順内容も増大している。
『羽生の頭脳』が刊行された後に、週将ブックスからは『定跡外伝』（1993年）と『定跡外伝2』（2002年）が早稲田大学将棋部時代に『史上最強～』の執筆に参加した新井田基信の執筆で出版される。2017年には『完全版 定跡外伝』としてマイナビ将棋文庫からこれらをまとめた文庫版も刊行される。これらの棋書は上記羽生らのまとめた定跡研究書で従来手順から外れた内容が網羅され、それを裏の手順としてまとめている。
『羽生の頭脳』刊行以降、特に振り飛車は使い手の大山、森安が1992年、93年と続けて亡くなると、従来の振り飛車、角道を止めて「振り飛車には角交換」をケアした戦型ではない指し方、角道を開けておく、もしくは角交換型の振り飛車が主流となっていく。80年代後半から森雞二が後手番で居飛車に飛車先交換させ、角道を開ける5筋位取り中飛車を指し始めたのをはじめ、1992年からは藤井猛が考案した藤井システムや、立石流四間飛車のほか、新たな工夫を加えた早石田や升田式向かい飛車などが棋戦で指されはじめる。立石流は振り飛車党に変更し、それまで従来の四間飛車を指していた小林健二が自己の研究を加えた「スーパー立石流」と称して扱い、1995年の早指し選手権で優勝を果たしている。1996年にはゴキゲン中飛車を引っ提げて近藤正和が棋士になり、デビューからいきなり10連勝し、注目される。90年代には他に三間飛車では久保利明や、小倉久史の「下町流」、中田功が「コーヤン流」、中飛車では近藤や鈴木大介らが新たな振り飛車の戦型を示し始める。1997年には新井田基信の執筆で『将棋・B級戦法の達人』 (毎日コミュニケーションズ、2002年には改訂版「B級戦法の達人プラス」　マイナビ将棋文庫から2016年）が刊行される。内容には平美濃返し（対四間飛車の鳥刺し、飯島流引き角）やポンポン桂、左美濃囲いでの矢倉崩し、「逆襲！変幻飛車」として角交換四間飛車など、出版当時以降にむしろ指されていき、のちにプロの実戦にも登場していく。
このため、1999年4月に刊行された深浦康市の著『これが最前線だ！最新定跡完全ガイド』の構成をみると、第一部：これが振り飛車最前線だ では、四間飛車が対山田定跡・斜め棒銀・4五歩早仕掛けの他に藤井システム（対左美濃・居飛車穴熊）・相穴熊・四間飛車穴熊vs銀冠で、ほか向かい飛車・三間飛車のほかはゴキゲン中飛車・立石流 他となっている。そして矢倉戦を扱った第二部：これが矢倉最前線だ では3五歩早仕掛け・スズメ刺し・3七銀戦法・森下システムと郷田流矢倉3八飛戦法などの他に後手8四歩＆9五歩型・後手9五歩＆7三桂型・脇システム・矢倉中飛車などになり、第三部：これが居飛車最前線だ では角換わり腰掛け銀全般のほかに相横歩取り・横歩取り3三桂戦法・8五飛型・相掛かり・ひねり飛車対策・他、となっていった。
以降、例えば深浦の前掲書の続編となる『最前線物語』（2003年）をみると、第1部　振り飛車編―四間飛車を中心に　では戦型を全19テーマに、第2部　居飛車編―8五飛戦法を中心に　では戦型を全21テーマに分類しているが、第1部　振り飛車編では最前線に至るまで―四間飛車の現在と題し、テーマ1から4までは藤井システムの攻防、テーマ5では超急戦で9筋突き越しVS▲3五歩急戦、テーマ6から8までは21世紀版山田定跡、緩急自在の新基本形、対藤井システム▲5五角戦法と、振り飛車の対急戦策　テーマ9から12では左美濃やミレニアム囲い、テーマ13から15では鈴木システムと松尾流、藤井システムに対するVS▲8六角とVS△2四角、テーマ16では“一歩損”作戦、テーマ17では相穴熊および位取り穴熊、テーマ18ではゴキゲン中飛車、テーマ19では復活する升田式石田流などを取り扱っている。第2部　居飛車編では、テーマ20から30までと33で、横歩取り8五飛戦法とその対抗策を扱い、VS中住まいで3八金型を3タイプとVS7七桂型、VS3八銀型2タイプとVS6八玉型2タイプ（松尾新手など）、山崎流、佐藤秀司流▲6六角、△2二銀保留型を取り上げ、テーマ31では横歩取り8四飛戦法、テーマ32では横歩取りひねり飛車戦法を取り扱っている。テーマ34から37までは角換わり腰掛け銀を6五歩型、雀刺しの攻防、同型を、テーマ37と38では相掛かりで棒銀と2五飛戦法、テーマ39から40では矢倉で3七銀戦法と雀刺し戦法を取り扱っているし、その後新石田流も出現。3年後の『最前線物語2』（2006年）では戦型を9つのグループに分けて解説しているが、グループ1は「藤井システムと四間飛車」と題し、後手藤井システム（△3二銀型、△4三銀型）、先手藤井システム（▲4七銀型、▲1六歩型）、4五歩早仕掛け、右6四銀急戦、松尾流穴熊をめぐる攻防。グループ2は「ゴキゲン中飛車」と題し、▲5八金右急戦、新旧丸山ワクチン、二枚銀、グループ3は「石田流と三間飛車」と題し、鈴木型升田式石田流、石田流本組みをめぐっての攻防と三間飛車相穴熊。グループ4は「向かい飛車の戦い」と題し、先手向かい飛車角道オープン型、後手向かい飛車角道クローズ型。グループ5は「なぜ手損振り飛車か」と題し、驚異の後手2手損振り飛車、矢倉流後手一手損四間飛車。グループ6は「相振りレボリューション」と題し、相振り飛車での矢倉vs美濃、後手穴熊の挑戦。グループ7は「角換わりロマン」と題し、角換わり腰掛け銀先後同型、一手損角換わり相腰掛け銀、一手損角換わりvs棒銀・早繰り銀・▲1五歩型右玉。グループ8は「横歩取り進化論」と題し、8五飛戦法に対し vs▲5八玉・3八銀型、vs▲6八玉・3八銀型、vs▲5八玉・3八金型、vs新山崎流、と相横歩取り戦法。グループ9は「スペシャリストたちの矢倉」と題し、▲4六銀・3七桂型、森下システム vs 雀刺し、脇システム、相掛かり引き飛車棒銀、といった戦法類の定跡を取り扱っている。とくに振り飛車対居飛車の対抗系では手損戦法と角道や互いの銀や端歩などの位置による戦型を細かく分類、また相居飛車戦は横歩取りや相掛かり、角換わりは一手損角換わりの腰掛銀を多く扱い、矢倉は少なくなっていく。
ダイレクト向かい飛車の1号局が出現する2007年に刊行した勝又清和の著『最新戦法の話』をみると「流行戦法」の変遷として第1講：一手損角換わりの話、第2講：矢倉の話、第3講：△藤井システムの話、第4講：▲藤井システムの話、第5講：ゴキゲン中飛車の話、第6講：相振り飛車の話、第7講：石田流三間飛車の話、第8講：コーヤン流（中田功の三間飛車）の話、第9講：△8五飛戦法の話および参考資料　藤井システムの基本手順、となっていた。
2002年、こうした90年代に現れた新型の振り飛車戦法を多く紹介した棋書、島朗『島ノート 振り飛車編』（講談社、02.11）が刊行される。同書は同年、将棋ペンクラブ大賞特別賞を受賞。『島ノート』は『週刊現代』で連載されていた「将棋 ハイパー実戦塾」などの内容をベースに、戦法によっては書き下ろしをしている。三間飛車の中田功XPや石田流早石田の「3・4・3戦法」はこの書籍で戦法名称を名付けられた戦法であり、鬼殺し向かい飛車など自身が新たに考案・提案した戦法や、このほかにも同書では中飛車に分類しているカメレオン戦法、4手目3三角戦法、アマチュア将棋指し開発のメリケン向かい飛車や英春流中飛車左囲いなども取り上げている。
そして、「定跡伝道師」の異名をとった所司和晴と、その弟子の渡辺明はAI（人工知能）を取り入れた定跡研究書を大量に執筆している。
週将ブックス 定跡百科シリーズでは『横歩取りガイド』ⅠとⅡ、定跡百科ワークブックシリーズでは『横歩取りマスター』を担当した所司は、90年代には『急戦！振り飛車破り』― (1) 徹底棒銀（1991年）(2) 徹底左4六銀（1991年）(3) 徹底右4六銀（1992年）(4) 徹底4五歩早仕掛け（1992年）を刊行。『羽生の頭脳』で取り上げた90年代までの戦型をその後も研究し、棋書を刊行し続ける。2000年には羽生と『駒落ち定跡』を刊行した他に、ゲームソフト東大将棋「道場シリーズ」『四間飛車道場』を監修し、続いて『矢倉道場』『振り飛車道場』を監修。当時の将棋ソフトは序盤に難があったが、それを定跡を組み込むことで対応。思考エンジンを前作にあたる「最強 東大将棋」シリーズに改良を重ねて、特に居飛車対振り飛車の戦いを強化しているが、ソフトに蓄積させる定跡を100万手に増加させている。また定跡講座に力を入れ、所司の研究の数々が講座として構成していた。これをもとに所司とソフト開発陣は2001年に、毎日コミュニケーションズからソフトを基にした棋書『四間飛車道場』シリーズや、『将棋定跡最先端』シリーズ（2006年）を刊行する。
渡辺も『渡辺明の居飛車対振り飛車』2冊（1 中飛車・三間飛車・向かい飛車編、2 四間飛車編、ともにNHK将棋シリーズ、2008年）や『四間飛車破り』2冊（居飛車穴熊編、急戦編、ともに最強将棋21シリーズ、浅川書房、2005年）などを刊行。特に対振り飛車破りにおいて、2000年代までに多く指されていた角道不開型振り飛車に過去の先手での戦型急戦策（舟囲いからと菱形やDXに発展しての急戦）について終盤まで深く手順研究し、「アマチュア同士なら（急戦側）先手が勝ちにくい」「アマチュア同士なら間違いなく振り飛車側が勝ちやすい」という結論をこれらの棋書で記載していく。
所司は2010年代に入っても、マイナビ将棋BOOKSから「次の一手」で覚える定跡コレクションシリーズや『早わかり定跡ガイド』シリーズを刊行するが、2020年には『AI時代の新手法！対振り飛車 金無双急戦』など、将棋AI時代を意識した棋書を刊行している。
詰将棋とは別に、終盤の寄せに関する書籍については終盤の魔術師と呼ばれる森雞二はNHK将棋講座を担当し、その内容をもとに1979年『必死のかけ方』を刊行の後、数々の終盤の寄せに関する書籍を以降も多く世に出している。谷川浩司も『将棋マガジン』誌で連載されていた「光速の周辺」をもとに、1988年に『光速の終盤術』を刊行し、1995年6月から1996年12月にかけては「光速の寄せの法則」シリーズを5巻刊行。書の構成は基礎知識・基本手筋と次の一手編では右ページに問題図が2枚、次項右側にその解答図が2枚掲載され、ほかに詰将棋や実戦編となっている。Vol.1が振り飛車破り、Vol.2が逆に振り飛車で居飛車攻略、Vol.3が矢倉崩し初級編、Vol.4が矢倉応用編、Vol.5 寄せ手筋総集編となっている。2004年には基礎編、応用編として文庫になる。